# (7540) 1997 AK21
1997 أي كي 21 (ويعرف أيضًا باسم (7540) 1997 أي كي 21 وفق تسمية الكوكب الصغير) (بالإنجليزية: 1997 AK21)‏ هو كويكب ضمن حزام الكويكبات؛ وترتيبه 7540 من حيث الاكتشاف.
اكتُشف هذا الجُرم الفلكي بواسطة هيروشي كانيدا في 9 يناير 1997.

## وصلات خارجية
- (7540) 1997 AK21 في قاعدة بيانات مختبر الدفع النفاث لأجرام النظام الشمسي الصغيرة

- الاكتشاف · مخطط المدار ·  العناصر المدارية · المعلمات المادية

- (7540) 1997 AK21 على موقع ويكي سكاي: DSS2, SDSS, GALEX, IRAS, Hydrogen α, X-Ray, Astrophoto, Sky Map, Articles and images